# Conflit du Cabinda
Le conflit du Cabinda oppose le Front pour la Libération de l'enclave de Cabinda ou FLEC (Frente para a Libertação do Estado de Cabinda en portugais) à l'Angola populaire depuis l'indépendance du pays en 1975. Le Cabinda, enclavé entre la République démocratique du Congo (RDC) et la République du Congo, est séparé du reste de l'Angola. Il représente plus de 60 % de la production pétrolière du pays, constituant un des principaux enjeux de ce conflit.

## Contexte

### Histoire
Le Cabinda, protectorat portugais depuis 1885, n'a jamais été considéré comme un territoire de l'Angola, colonie portugaise depuis 1488, et n'avait aucun lien géographique ou historique avec l'Angola lequel occupe et annexe l'enclave en 1975. Ce n'est qu'en 1957 que l'administration coloniale portugaise, pour des raisons d'économies, nomme un administrateur unique, siégeant à Luanda, pour l'Angola et le Cabinda.
En janvier 1975, l'accord d'Alvor, signé entre le gouvernement portugais et les trois principales factions indépendantistes angolaises (MPLA, FNLA, UNITA), mais dont le FLEC est exclu, stipule dans son article 3 que « dans ce contexte le Cabinda est partie intégrante de l'Angola », mais il faut rappeler que ces mêmes accords d'Alvor ont été suspendus par le Portugal 1 mois et 17 jours avant la proclamation de l'indépendance de l'Angola Populaire .

### Géopolitique
Les mouvements indépendantistes angolais sont de différentes tendances politiques et philosophiques. En particulier, le Mouvement populaire de libération de l'Angola (MPLA), qui se réclame du marxisme-léninisme, est soutenu par le bloc de l'Est, tandis que ses rivaux, dont l'UNITA, sont soutenus par la CIA américaine.

### Ressources
Les champs pétroliers au large de la côte du Cabinda représentent 60 % des ressources pétrolières de l'Angola, qui elles-mêmes fournissent 90 % de son budget à l'État. Historiquement, le Cabinda a été la base de l'exploitation pétrolière en Angola, même si les nouvelles découvertes sont localisées plus au sud.

## Déroulement du conflit
Le FLEC, créé du 2 au 4 août 1963, est l'un des plus anciens mouvements de libération africains, en lutte contre l'Empire colonial portugais lors des guerres coloniales portugaises dans les années 1960. Celles-ci se sont soldées par des cessez-le-feu et par l'indépendance totale de toutes les colonies. Toutefois, le FLEC n'est pas invité aux négociations pour un cessez-le-feu et le mouvement n'est reconnu ni par le Portugal ni par l'Angola, qui finit par annexer le territoire du Cabinda en novembre 1975. Du 8 au 11 novembre 1974, l'Angola prend le contrôle de l'enclave grâce au soutien des Cubains et la complicité des états voisins. Peu de temps après l'accord d'Alvor, l'Angola plonge dans la guerre civile, une des plus longues de l'histoire d'Afrique, changeant ainsi les priorités du gouvernement MPLA quant à la situation en Cabinda.
En 2006, le gouvernement angolais déclare la fin de la rébellion, bien que la situation n'a pas véritablement changé sur le terrain. Les indépendantistes du FLEC en exil contrôleraient 85 % du territoire du Cabinda.
Le conflit éclate à nouveau le 8 janvier 2010, lorsque des guérilleros attaquent les soldats angolais qui escortaient le bus des footballeurs de l'équipe nationale du Togo ainsi que, par erreur, le bus lui-même.
En juillet 2011, l'Allemagne annonce son intention de livrer des vedettes rapides à l'Angola ;  cette annonce est critiquée car considérée comme une potentielle violation des règles allemandes concernant l'exportation d'armes.